# Arctosa kirkiana
Arctosa kirkiana este o specie de păianjeni din genul Arctosa, familia Lycosidae. A fost descrisă pentru prima dată de Strand, 1913. Conform Catalogue of Life specia Arctosa kirkiana nu are subspecii cunoscute.